# 䤈僮尸逐侯鞮單于
䤈僮尸逐侯鞮單于（？—63年），挛鞮氏，名适，南匈奴第四任單于，為匈奴䤈落尸逐鞮單于之子。

## 生平
59年（东汉永平二年），叔父伊伐於慮鞮單于死，适承袭為䤈僮尸逐侯鞮單于，62年冬，北匈奴六七千骑侵入五原郡，兵至雲中至原陽，䤈僮尸逐侯鞮單于将其击退，汉朝西河長史馬襄也前去赴救。63年，䤈僮尸逐侯鞮單于去世。他的叔父丘浮尤鞮單于的儿子蘇承袭為丘除車林鞮單于。他的儿子亭獨尸逐侯鞮單于師子。